# Andžety
Andžety bylo egyptské božstvo v devátém nomu, ve městě Andžet, které bylo Řekům známé jako Busiris. Andžety (ˤnḏtj) je vlastně odvozeno z města Andžet (ˤnḏt), znamená "Ten z Andžetu", "Anžetský". Andžety je považován za jednoho z prvních egyptských bohů, možná již z pravěkého Egypta.

Andžety je považován za předchůdce Usira. Je totiž stejně jako on zobrazen držící hůl a důtky s korunou podobající se Usirově koruně Atef. V Textech pyramid se zesnulí ztotožňují s Andžetym. V chrámu Sethiho I. je faraon zobrazen nabízející kadidlo Usir-Andžetymu (viz synkretismus).

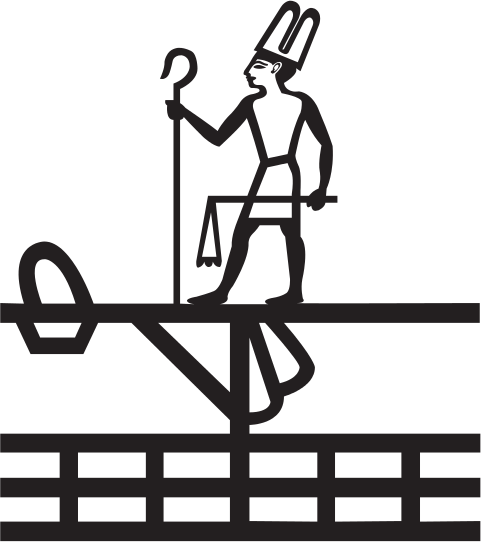

Také měl jisté aspekty plodnosti, byl znám pod epitetonem “býk supů”.